# Begoña García Arandigoyen
Begoña García Arandigoyen, conocida como Alba (Puente la Reina, Navarra, España; 11 de marzo de 1966 - Santa Ana El Salvador, 10 de septiembre de 1990) fue una médica española, víctima de una ejecución extrajudicial a cargo del ejército salvadoreño al final de la guerra civil en El Salvador. Su caso es emblemático sobre la justicia relativa a los crímenes de lesa humanidad cometidos en esa guerra y fue recogido en el Reporte de la Comisión de la Verdad Para el Salvador. Fue ejecutada mientras ofrecía servicios médicos en el campo de combate, estaba embarazada de 7 meses.

## El parte oficial

### Investigación judicial en Navarra, España
El embajador de España en El Salvador llegaba al aeropuerto de Barajas, España con el cuerpo el 21 de septiembre. La autopsia en el hospital de Navarra reveló que recibió 6 disparos, uno de ellos en la nuca, realizado a dos centímetros.

### Caso García Arandigoyen en el Reporte de la Comisión de la Verdad Para El Salvador
El reporte de la Comisión de la Verdad para El Salvador dedica una sección al caso García Arandigoyen, dentro del rubro de Ejecuciones Extrajudiciales. La sección está compuesta por las siguientes partes: 
1.- Resumen del caso
2.- Descripción de hechos: la muerte, el examen oficial del cuerpo, la autopsia en España, reporte por el experto de la Comisión de La Verdad 
3.- Conclusiones

### Una oportunidad para la justicia
Se considera que a diferencia de innumerables casos de víctimas de crímenes de lesa humanidad que se mantienen en la impunidad, el Caso García Arandigoyen puede tener una oportunidad de justicia por su procedencia extranjera, lo que posibilita investigaciones internacionales.

## Memorial
Anualmente se realiza un memorial anual en su honor el día 10 de septiembre, considerándola una mártir que falleció al servicio de la gente. 3 (enlace roto disponible en Internet Archive; véase el historial, la primera versión y la última). Actualmente dos Centros de Capacitación Comunitaria llevan su nombre.

## Conclusión de la Comisión de la Verdad
La Comisión de la Verdad, organismo establecido por los Acuerdos de Paz de Chapultepec, que pusieron fin a la guerra civil de El Salvador, para investigar las más graves violaciones a los derechos humanos ocurridas durante este conflicto bélico, después de investigar el caso, llegó a las siguientes conclusiones:
1. Existe la plena evidencia que Begoña García Arandigoyen, fue ejecutada extrajudicialmente en contravención con el derecho internacional humanitario, ejecutado por miembros de la Segunda Brigada de Infantería, bajo el mando inmediato del teniente Salvador Hernández García, y el mando superior del Tte. Coronel del Ejército José Antonio Almendáriz Rivas.
2. Existe plena evidencia de que dichos oficiales encubrieron los hechos.
3. Existe plena evidencia de la responsabilidad del Poder Judicial a partir de la actuación del Juez Primero de lo Penal del Distrito judicial de Santa Ana, Licenciado Oscar Armando Áviles Magaña, y del médico forense de turno, Dr. Neftalí Figuero Juárez, quienes participaron en el reconocimiento del cadáver de Begoña García Arandigoyen, omitieron en el registro las dos heridas por disparos realizados a escasos centímetros de distancia, incumpliendo con su deber de llevar a cabo una investigación completa e imparcial sobre las causas de su muerte.